# In praeclara summorum
In praeclara summorum est la onzième encyclique du pape Benoît XV, publiée le 30 avril 1921 à l'occasion du sixième centenaire de la mort de Dante, consacrée à rappeler le souvenir de ce poète considéré par le pape comme une « gloire commune de l'humanité » dont l'œuvre est utile pour l'éducation catholique. Cette encyclique s'inscrit dans une controverse portée par ceux qui voient en Dante un représentant de la philosophie médiévale, l'auteur introduisant de nombreux éléments païens dans ses œuvres.  
Cette encyclique fait partie d'un groupe de cinq encycliques qui constituent des sortes de monographies sur des personnages importants de l'histoire de l'Église : Spiritus Paraclitus en 1920 dédiée à saint Jérôme, Principi Apostolorum Petro en 1920 dédiée à Éphrem le Syrien, Sacra propediem en 1921 dédiée à François d'Assise, Fausto Appetente Die en 1921 dédiée à Dominique de Guzmán.